# Podogymnura intermedia
Podogymnura intermedia — вид гімнури з роду Podogymnura. Він відомий лише з гори Хамігітан і Кампалілі, двох гір у східній частині острова Мінданао на Філіппінах. Вперше його назвала в 2023 році група дослідників під керівництвом Даніло Балете.
Він є проміжним за розміром між більшою Podogymnura aureospinula і меншими P. truei і P. minima, звідки й пішла назва intermedia. Є деякі відмінності між популяціями з гори Хамігітан і гори Кампалілі; наприклад, гімнури Kampalili мають більш м’яке хутро.